# Sciades gilmouri
Sciades gilmouri är en skalbaggsart som först beskrevs av Stefan von Breuning 1962.  Sciades gilmouri ingår i släktet Sciades och familjen långhorningar. Inga underarter finns listade i Catalogue of Life.